# Texas Flood
Texas Flood е блус албум на Стиви Рей Вон Енд Дабъл Трабъл, издаден на 13 юни 1983 г. от Епик Рекърдс. Албумът носи името на песента на Лари Дейвис Texas Flood от 1958 г. Звукозаписният инженер е Ричард Мълън. Записан е само за три дена в личното аудио студио на Джаксън Браун в Лос Анджелис. Вон пише шест от общо десетте песни в Texas Flood. Към Love Struck Baby е направен видеоклип, който влиза редовно в програмата на Ем Ти Ви. В класацията на „Билборд 200“ заема 64-то място и 38-о място в класацията за поп албуми.

## Песни
1. „Love Struck Baby“
2. „Pride and Joy“
3. „Texas Flood“
4. „Tell Me“
5. „Testify“
6. „Rude Mood“
7. „Mary Had a Little Lamb“
8. „Dirty Pool“
9. „I'm Cryin'“
10. „Lenny“

## Музиканти
- Стиви Рей Вон – китара и вокал
- Крис Лейтън – барабани
- Томи Шенън – бас-китара